# 石叔诚
石叔诚（1946年—），男，北京人，中国钢琴演奏家、乐队指挥家，一级演员，曾任中国交响乐团、中国爱乐乐团驻团指挥。

## 人物生平
石叔诚1946年生于北京，幼年时代曾获“北京少年儿童音乐会奖”一等奖。1958年入中央音乐学院附中，师从李昌荪教授，十六岁即举行首次钢琴独奏会。1969年以优异成绩毕业于中央音乐学院后，进中央乐团任钢琴独奏演员。他曾在美国指挥家戴维·吉尔伯指导下学习指挥，1981年开始指挥中央乐团交响乐队。1983年获得联邦德国的daad奖学金和弗里德里希·汪恩海姆进修指挥。三年留学期间，他应邀在德国十几个城市举行过音乐会，并多次在广播和电视中演出。石叔诚在国内外举行的音乐会迄今已逾千场，足迹遍及数十个国家和地区的百余座城市，演奏、指挥了大量不同类型的中外音乐名作，并经常与国际著名的独奏家、指挥家及交响乐团合作演出。此外还录制了许多磁带、唱片、激光唱片和视盘。石叔诚是钢琴协奏曲《黄河》的作者之一，1989年他对此曲进行了必要的修订。由他同时担任独奏和指挥的录音被海外音乐评论家誉为“优秀专家”称号。美国传记研究院和英国剑挢国际传记中心均已将他列入各自的世界名人录。1995年和1998年，石叔诚受美国指挥家协会主席唐纳德·波特内教授邀请，先后两次到美国访问并举行音乐会，成功地指挥了usc室内乐团的奥古斯塔交响乐团。

## 个人成就
石叔诚在国内外举行的音乐会逾千场，演出了大量中外钢琴作品和协奏曲、交响曲。并经常与国外著名文响乐团和独奏家、指挥家合作演出。还为国内外灌制了讦多音带、唱片和激光唱片，他参与创作的《黄河》钢琴协奏曲，于1990年时加以改写修订并灌成唱片。1993年初他随中央交响乐团首次访问台湾，演奏《黄河》一曲。更获得空前热烈的反应，随役于三月份和香港中乐团合作，演奏民乐版本的《黄河》，同样大受好评。
石叔诚于1981年及1991年两度获文化部嘉奖，获“优秀专家”称号，同时也是中国大陆第一位“施坦威专家”。美国传记研究院和英国剑桥国际传记中心均已将他列入世界名人录。

## 人物评价
石叔诚的精湛技艺和高水平的演出活动，不仅受到广大听众的热烈欢迎，也得到专业人士的高度赞赏和报界的好评，认为“石叔诚的演奏特色在于一个‘活‘字，不仅台风，演奏手型、音乐表现。都富有生气，充满活的气息”。石叔诚高水平的演出活动不仅受到广大听众的喜爱，同时也得到专业人士的赞赏和报界的好评，香港信报称其为“中国乐坛之国宝”，是一位“中国罕有世界罕见的钢琴家”。